# Luray (Virginia)
Luray è un comune degli Stati Uniti d'America, situato nello Stato della Virginia, nella contea di Page, della quale è il capoluogo.